# Per Pinstrup-Andersen
Per Pinstrup-Andersen (født 7. april 1939 i Bislev i Himmerland) er en dansk landbrugsøkonom og forsker indenfor fødevareforsyning. Han er nu professor emeritus ved Cornell University. Han er en verdenskendt kapacitet indenfor fødevarepolitik og globale ernæringsspørgsmål.

## Levnedsløb
Per Pinstrup-Andersen blev født og voksede op på en gård nær Nibe i Himmerland. Han gik ud af skolen efter syvende klasse, arbejdede som landbrugsmedhjælper og kontrolassistent i nogle år og var indkaldt til militæret. Efter et ni måneders forberedelseskursus på Lundbæk Landbrugsskole blev han optaget på på den daværende Kongelige Veterinær- og Landbohøjskoles agronomkursus på Frederiksberg og blev agronom (cand.agro.) i 1965. Han fortsatte siden sine studier i USA, hvor han tog sin Ph.D-grad i 1969 ved Oklahoma State University.
Siden har han haft en lang international karriere som forsker og embedsmand. I de seneste år inden han gik på pension i 2013, var han professor ved Cornell University med titlerne "Howard Edward Babcock Professor of Food, Nutrition and Public Policy" og "J. Thomas Clark Professor of Entrepreneurship". Fra 1992 til 2002 var Pinstrup-Andersen generaldirektør for forskningsinstitutionen International Food Policy Research Institute i Washington, D.C. Han har også været tilknyttet Landbohøjskolen (fra 2007 Københavns Universitet), i 1977-80 som lektor og i 2003-10 som professor i udviklingsøkonomi.

## Forfatterskab
Per Pinstrup-Andersen har skrevet over 300 bøger, artikler og papirer. Hans bog fra 2001 ”Seed of Contention” er blevet offentliggjort på fem sprog. På dansk findes bogen "Fattigdom og sult: Problemer som kan og bør løses nu" fra 2006.

## Hædersbevisninger
Pinstrup-Andersen modtog i 2001 den internationale World Food Prize for personligt at have påbegyndt den forskningsindsats, som bevirkede, at adskillige lande ændrede deres fødevare-støtteprogrammer og dermed dramatisk forøgede mængden af fødevarer, som var tilgængelige for de fattigste indbyggere. Forskningen, som Pinstrup-Andersen tog initiativ til, skabte grundlaget for "Food For Education"-programmer, hvor familier fik uddelt mad for at holde deres børn i skolen.
I 2002 modtog han Rosenkjærprisen. I 2008 blev han æresalumne ved Københavns Universitet.